# Deutsches Fernsehballett
Le Deutsches Fernsehballett est une compagnie de danse allemande.

## Histoire
Le 1er avril 1962, le maître de ballet et soliste de danse Günter Jätzlau pose la première pierre du ballet pour la Deutscher Fernsehfunk. Huit danseuses sont d'abord engagés puis l'ensemble va jusqu'à vingt membres en 1967. Les chorégraphes invités déterminent le développement ultérieur en plus de la direction existante.
Walter Schumann, auparavant soliste et chorégraphe au Friedrichstadt-Palast de Berlin, met en avant d'autres danseuses de 1967, telles qu'Emöke Pöstenyi et Susan Baker, qui apparaissent fréquemment comme un couple soliste (à l'image des sœurs Kessler en Allemagne de l'Ouest). En outre, pendant ce temps, une plus grande salle de ballet est mise en service, des maîtres de musique et de ballet et des créateurs de costumes sont embauchés et un nouveau studio de production pour les costumes de l'ensemble est créé.
Après 1975, les anciens solistes du ballet, Ferenc Salmayer et Emöke Pöstenyi, conçoivent un nouveau profil de l'ensemble de danse. Dans Ein Kessel Buntes, le spectacle du samedi soir de la télévision de la RDA, les danseurs sont régulièrement aux côtés de stars nationales et internationales. À partir de 1982, de nouveaux solistes comme Ophelia Vilarova et Maik Damboldt ont une grande reconnaissance du public. En 1989, André Höhl (de) entre dans la compagnie.
Après Die Wende en 1990, la survie du Deutsches Fernsehballett est incertaine. Emöke Pöstenyi lance un appel aux responsables de l'industrie du divertissement, déclenchant des discussions. Fin décembre 1991, peu avant la fermeture de la Deutscher Fernsehfunk le 31 décembre de l'année, le directeur de la télévision de la toute nouvelle chaîne MDR propose une préservation du ballet de la télévision et une collaboration avec l'ARD. Un coup de chance est l'engagement d'autres actionnaires qui veulent participer financièrement au ballet.
En janvier 1992, le ballet prend la forme d'une entreprise, MDR Deutsches Fernsehballett Gmbh. Depuis juillet 1992, l'entreprise est responsable des finances. En novembre de la même année, l'ensemble fête ses 30 ans. Les locaux dans l'ancien studio de cinéma de Berlin-Johannisthal doivent être libérés à ce moment-là. Le Sender Freies Berlin (aujourd'hui Rundfunk Berlin-Brandenburg) fournit une salle de ballet dans son centre de télévision sur la Masurenallee à Berlin-Westend à la fin du mois de mai 1992, qui est toujours le siège et la répétition de l'ensemble.
L'ensemble de danse apparaît de plus en plus dans les spectacles de la MDR, suivi par quelques engagements aussi de la part de la télévision privée. Dans le même temps, drefa Filmatelier GmbH devient un partenaire important. Les danseurs et danseuses jouent dans des productions de téléfilms de l'ARD comme Tatort: Bei Auftritt Mord.
En 1996, le Deutsches Fernsehballett franchit pour la première fois le seuil de rentabilité. La gamme des programmes, auxquels l'ensemble de danse participe, atteint à 122 millions de téléspectateurs. En 1999, MDR transfère ses parts à DREFA Media Holding GmbH, filiale du diffuseur. La même année, l'ensemble est sans dette pour la première fois depuis le redressement.
Le Fernsehballett apparaît régulièrement dans plusieurs spectacles de gala sur ARD et MDR. De 2013 à 2016, il est présent dans Willkommen bei Carmen Nebel sur ZDF.
En octobre et novembre 2008, le Fernsehballett fait sa tournée World of Dance à l'occasion du 45e anniversaire de l'ensemble dans 13 salles allemandes. D'autres tournées suivent : Tanzpalast en 2009 et STEPS – die Perfektion der Bewegung en 2010. En mai et juin 2013, il accompagne David Garrett dans la tournée de Music.
En février 2012, le MDR vend ses parts à Peter Wolf. En conséquence, le composant de nom "MDR" disparaît. En juin 2012, le tribunal régional de Munich interdit l'utilisation du nom DFB-Ballett et d'un logo similaire après une plainte de la Fédération allemande de football (DFB en allemand).
En 2012, le Deutsches Fernsehballett célèbre son 50e anniversaire. En octobre 2012, Carmen Nebel présente un gala télévisé sur MDR à l'occasion de cet anniversaire. En janvier 2013, l'ensemble fait une importante tournée anniversaire. En novembre 2013, il est annoncé que le ballet devrait être dissous.En décembre 2013, le ballet est inscrit dans la Rote Liste Kultur du Conseil culturel allemand et classé dans la catégorie 1 (menacé de fermeture). Après l'annonce de la fermeture imminente, il y a une vague de solidarité. Beaucoup de célébrités, y compris Hape Kerkeling, David Garrett et Carmen Nebel, offrent leur aide. La préservation est assurée en mars 2014.
En janvier 2016, le Deutsches Fernsehballett est accompagné de trois stars du divertissement allemand lors de sa tournée respective : David Garrett, Carmen Nebel et la chanteuse Beatrice Egli.

## Source de la traduction
- (de) Cet article est partiellement ou en totalité issu de l’article de Wikipédia en allemand intitulé « Deutsches Fernsehballett » (voir la liste des auteurs).